# Christian Klar
Christian Georg Alfred Klar (Freiburg im Breisgau, 20 mei 1952) is een voormalig Duits extremist. Hij was een vooraanstaand lid van de "tweede generatie" van de linkse stadsguerrilla-organisatie Rote Armee Fraktion (RAF) die tussen einde 1970 en begin 1980 actief was. Klar werd in 1985 tot een levenslange gevangenisstraf veroordeeld en zat daarna vast in de gevangenis in Bruchsal. Op 24 november 2008 besloot het hoger gerechtshof in Stuttgart dat hij op 3 januari 2009 vervroegd vrij zou worden gelaten. Uiteindelijk is hij op 19 december 2008 vrijgekomen.

## Jeugd
Klar was de zoon van een leraar. Hij ging naar school in Lörrach, en bezocht het gymnasium tot 1972 in Ettlingen. Hij studeerde dan filosofie en geschiedenis in Heidelberg en was gedurende korte tijd lid van de liberaal-democratische jeugdafdeling.
In 1973 verhuisde hij met zijn vriendin naar een flat in Karlsruhe samen met Adelheid Schulz, Günter Sonnenberg en Knut Folkerts (allen RAF-activisten). In 1974 nam hij deel aan de bezetting van het kantoor van Amnesty International in Hamburg als protest tegen de condities waaronder de RAF-leden gevangenen werden gehouden.

## Terrorisme
Rond 1976 trad Klar toe tot de RAF en werd al snel een vooraanstaand lid van de tweede generatie. In november 1982 werd hij gearresteerd in een wapendepot in Friedrichsruhe, net als zijn medestrijder Brigitte Mohnhaupt. Hij werd medeverantwoordelijk gehouden voor alle belangrijke RAF-misdaden vanaf 1977. Deze omvatten:
- De moord op Siegfried Buback (april 1977).
- De moord op Jürgen Ponto (juli 1977).
- Het ontvoeren en vermoorden van Hanns-Martin Schleyer (september-oktober 1977).
- Poging tot moord op de Zwitserse grensbewaking en een automobilist in Riehen in januari 1977.
- De poging tot een raketaanval op de kantoren van de procureur-generaal van Duitsland in augustus 1977.
- Een overval op een bank in Zürich en poging tot moord op een politieagent in november 1979.
- Een poging tot moord op de Amerikaanse generaal Frederick Kroesen met een RPG-7 antitankwapen op 15 september 1981.

## Gevangenisstraf
In 1985 werd Klar veroordeeld tot vijf keer levenslang wegens negen moorden. Begin 2007 diende hij een gratieverzoek in bij de bondspresident van Duitsland, Horst Köhler, maar dit werd geweigerd. Op 19 december 2008 werd hij vrijgelaten. Klar zat het langste gevangen van alle RAF-leden.
In september 2009 besloot de Duitse minister van Binnenlandse Zaken Wolfgang Schäuble (CDU) dat de rapportage van de Duitse inlichtingendienst over de moord op Siegfried Buback niet mocht worden vrijgegeven, hetgeen leidde tot fel protest van diens nabestaanden.